# Suite nr. 2 (Stravinsky)
De Suite nr. 2 (W32B) is een compositie van Igor Stravinsky, gecomponeerd voor klein orkest in 1921. Het werk is een orkestratie van de Trois pièces faciles (W28) en het laatste deel uit de Cinq pièces faciles (W32), twee werken voor piano duet.
De suite bestaat uit vier delen:
- Marche (uit de Trois pièces faciles)
- Valse (uit de Trois pièces faciles)
- Polka (uit de Trois pièces faciles)
- Galop (uit de Cinq pièces faciles0

## Oeuvre
Zie het Oeuvre van Igor Stravinsky voor een volledig overzicht van het werk van Stravinsky.

## Geselecteerde discografie
- 'Suite nr. 2' (samen met suite uit L'Oiseau de Feu, Pulcinella-suite, Scherzo Fantastique en de Suite nr. 1), Ensemble InterContemporain o.l.v. Pierre Boulez (Sony Classical, SMK 45 843)
- 'Suite nr. 2', Leden van het CBC Symphony Orchestra o.l.v. Igor Stravinsky ('Igor Stravinsky Edition', in het deel 'Miniature Masterpieces', Sony Classical SMK 46 296)
- 'Suite nr. 2', L'Orchestre de la Suisse Romande o.l.v. Ernest Ansermet (op Stravinsky Chamber Works and Rarities, Decca, 2 cd's, 473 810-2 DF2)